# Грб Естфолда
Грб Естфолда је званични симбол норвешког округа Естфолд. Грб је званично одобрен краљевском резолуцијом од 26. септембра 1958. године.

## Опис грба
Грб Естфолда представљен је са три златне зраке сунца на црвеном пољу.
Три соларне зраке, симболизују излазак сунца и чињеницу да је покрајина у југоисточном углу земље. Две равне зраке симболизују светлост, док таласаста симболизује топлоту.